# Lodrino (Suíça)
Lodrino foi uma comuna da Suíça, no Cantão Tessino, com cerca de 1 517 habitantes. Estendia-se por uma área de 31,6 km², de densidade populacional de 48 hab/km². Confinava com as seguintes comunas: Biasca, Cresciano, Iragna, Lavertezzo, Moleno, Osogna, Preonzo.
A língua oficial nesta comuna era o italiano.

## História
Em 2 de abril de 2017, passou a formar parte da nova comuna de Riviera.